# Gran Premio de Malasia de Motociclismo de 2017
El Gran Premio de Malasia de Motociclismo de 2017 (oficialmente Shell Malaysia Motorcycle Grand Prix) fue la decimoséptima prueba del Campeonato del Mundo de Motociclismo de 2017. Tuvo lugar en el fin de semana del 27 al 29 de octubre de 2017 en el Circuito Internacional de Sepang, situado en la localidad de Sepang, Selangor, Malasia.
La carrera de MotoGP fue ganada por Andrea Dovizioso, seguido de Jorge Lorenzo y Johann Zarco. Miguel Oliveira fue el ganador de la prueba de Moto2, por delante de Brad Binder y Franco Morbidelli. La carrera de Moto3 fue ganada por Joan Mir, Jorge Martín fue segundo y Enea Bastianini tercero.

## Resultados

### Resultados MotoGP
| Pos.    | N.º | Piloto               | Constructor | Vueltas | Tiempo        | Parrilla | Puntos |
| ------- | --- | -------------------- | ----------- | ------- | ------------- | -------- | ------ |
| 1       | 04  | Andrea Dovizioso     | Ducati      | 20      | 44:51.497     | 3        | 25     |
| 2       | 99  | Jorge Lorenzo        | Ducati      | 20      | +0.743        | 6        | 20     |
| 3       | 5   | Johann Zarco         | Yamaha      | 20      | +9.738        | 2        | 16     |
| 4       | 93  | Marc Márquez         | Honda       | 20      | +17.763       | 7        | 13     |
| 5       | 26  | Dani Pedrosa         | Honda       | 20      | +29.144       | 1        | 11     |
| 6       | 9   | Danilo Petrucci      | Ducati      | 20      | +30.380       | 13       | 10     |
| 7       | 46  | Valentino Rossi      | Yamaha      | 20      | +30.769       | 4        | 9      |
| 8       | 43  | Jack Miller          | Honda       | 20      | +35.238       | 11       | 8      |
| 9       | 25  | Maverick Viñales     | Yamaha      | 20      | +38.053       | 5        | 7      |
| 10      | 44  | Pol Espargaró        | KTM         | 20      | +39.847       | 12       | 6      |
| 11      | 19  | Álvaro Bautista      | Ducati      | 20      | +42.559       | 15       | 5      |
| 12      | 38  | Bradley Smith        | KTM         | 20      | +44.602       | 16       | 4      |
| 13      | 45  | Scott Redding        | Ducati      | 20      | +48.696       | 14       | 3      |
| 14      | 8   | Héctor Barberá       | Ducati      | 20      | +50.058       | 20       | 2      |
| 15      | 35  | Cal Crutchlow        | Honda       | 20      | +50.705       | 10       | 1      |
| 16      | 60  | Michael van der Mark | Yamaha      | 20      | +56.397       | 22       |        |
| 17      | 29  | Andrea Iannone       | Suzuki      | 20      | +58.391       | 9        |        |
| 18      | 53  | Esteve Rabat         | Honda       | 20      | +1:25.571     | 19       |        |
| Ret     | 22  | Sam Lowes            | Aprilia     | 9       | Retirado      | 18       |        |
| Ret     | 17  | Karel Abraham        | Ducati      | 8       | Caída         | 21       |        |
| Ret     | 76  | Loris Baz            | Ducati      | 5       | Caída         | 17       |        |
| DSQ     | 42  | Álex Rins            | Suzuki      | 11      | Bandera negra | 8        |        |
| 1.      |     |                      |             |         |               |          |        |
| Fuente: |     |                      |             |         |               |          |        |

### Resultados Moto2
| Pos.    | N.º | Piloto              | Constructor | Vueltas | Tiempo    | Parrilla | Puntos |
| ------- | --- | ------------------- | ----------- | ------- | --------- | -------- | ------ |
| 1       | 44  | Miguel Oliveira     | KTM         | 19      | 40:28.955 | 2        | 25     |
| 2       | 41  | Brad Binder         | KTM         | 19      | +2.387    | 8        | 20     |
| 3       | 21  | Franco Morbidelli   | Kalex       | 19      | +6.878    | 1        | 16     |
| 4       | 54  | Mattia Pasini       | Kalex       | 19      | +21.774   | 10       | 13     |
| 5       | 42  | Francesco Bagnaia   | Kalex       | 19      | +22.086   | 6        | 11     |
| 6       | 55  | Hafizh Syahrin      | Kalex       | 19      | +23.410   | 11       | 10     |
| 7       | 40  | Fabio Quartararo    | Kalex       | 19      | +23.488   | 3        | 9      |
| 8       | 97  | Xavi Vierge         | Tech 3      | 19      | +24.976   | 14       | 8      |
| 9       | 32  | Isaac Viñales       | Kalex       | 19      | +25.044   | 15       | 7      |
| 10      | 45  | Tetsuta Nagashima   | Kalex       | 19      | +27.199   | 22       | 6      |
| 11      | 24  | Simone Corsi        | Speed Up    | 19      | +28.614   | 17       | 5      |
| 12      | 37  | Augusto Fernández   | Speed Up    | 19      | +29.125   | 16       | 4      |
| 13      | 5   | Andrea Locatelli    | Kalex       | 19      | +31.978   | 21       | 3      |
| 14      | 27  | Iker Lecuona        | Kalex       | 19      | +44.346   | 27       | 2      |
| 15      | 2   | Jesko Raffin        | Kalex       | 19      | +45.088   | 24       | 1      |
| 16      | 57  | Edgar Pons          | Kalex       | 19      | +51.358   | 26       |        |
| 17      | 23  | Marcel Schrötter    | Suter       | 19      | +59.328   | 7        |        |
| 18      | 15  | Alex de Angelis     | Suter       | 19      | +1:24.767 | 29       |        |
| Ret     | 7   | Lorenzo Baldassarri | Kalex       | 11      | Caída     | 20       |        |
| Ret     | 62  | Stefano Manzi       | Kalex       | 10      | Caída     | 18       |        |
| Ret     | 49  | Axel Pons           | Kalex       | 7       | Retirado  | 12       |        |
| Ret     | 26  | Dimas Ekky Pratama  | Kalex       | 1       | Caída     | 28       |        |
| Ret     | 87  | Remy Gardner        | Tech 3      | 1       | Caída     | 25       |        |
| Ret     | 73  | Álex Márquez        | Kalex       | 1       | Caída     | 4        |        |
| Ret     | 11  | Sandro Cortese      | Suter       | 0       | Caída     | 13       |        |
| Ret     | 89  | Khairul Idham Pawi  | Kalex       | 0       | Caída     | 23       |        |
| Ret     | 10  | Luca Marini         | Kalex       | 0       | Caída     | 19       |        |
| Ret     | 30  | Takaaki Nakagami    | Kalex       | 0       | Caída     | 9        |        |
| DNS     | 12  | Thomas Lüthi        | Kalex       |         | Lesión    | 5        |        |
| WD      | 6   | Tarran Mackenzie    | Kalex       |         | Se retiró |          |        |
| WD      | 77  | Dominique Aegerter  | Kalex       |         | Se retiró |          |        |
| Fuente: |     |                     |             |         |           |          |        |

- Thomas Lüthi no comenzó la carrera tras un choque al final de la calificación que lo dejó lesionado, mientras que los dos pilotos del Kiefer Racing Tarran Mackenzie y Dominique Aegerter se retiraron tras la muerte del jefe y dueño del equipo Stefan Kiefer el 27 de octubre.

### Resultados Moto3
| Pos.    | N.º | Piloto                  | Constructor | Vueltas | Tiempo    | Parrilla | Puntos |
| ------- | --- | ----------------------- | ----------- | ------- | --------- | -------- | ------ |
| 1       | 36  | Joan Mir                | Honda       | 18      | 40:14.545 | 1        | 25     |
| 2       | 88  | Jorge Martín            | Honda       | 18      | +0.724    | 2        | 20     |
| 3       | 33  | Enea Bastianini         | Honda       | 18      | +0.763    | 8        | 16     |
| 4       | 11  | Livio Loi               | Honda       | 18      | +6.868    | 6        | 13     |
| 5       | 17  | John McPhee             | Honda       | 18      | +11.051   | 3        | 11     |
| 6       | 16  | Andrea Migno            | KTM         | 18      | +11.090   | 19       | 10     |
| 7       | 5   | Romano Fenati           | Honda       | 18      | +11.238   | 7        | 9      |
| 8       | 44  | Arón Canet              | Honda       | 18      | +11.671   | 12       | 8      |
| 9       | 21  | Fabio Di Giannantonio   | Honda       | 18      | +11.959   | 11       | 7      |
| 10      | 64  | Bo Bendsneyder          | KTM         | 18      | +12.062   | 4        | 6      |
| 11      | 7   | Adam Norrodin           | Honda       | 18      | +12.572   | 15       | 5      |
| 12      | 71  | Ayumu Sasaki            | Honda       | 18      | +13.581   | 14       | 4      |
| 13      | 58  | Juan Francisco Guevara  | KTM         | 18      | +14.885   | 18       | 3      |
| 14      | 19  | Gabriel Rodrigo         | KTM         | 18      | +18.736   | 5        | 2      |
| 15      | 96  | Manuel Pagliani         | Mahindra    | 18      | +21.986   | 20       | 1      |
| 16      | 65  | Philipp Öttl            | KTM         | 18      | +23.365   | 24       |        |
| 17      | 42  | Marcos Ramírez          | KTM         | 18      | +23.524   | 17       |        |
| 18      | 41  | Nakarin Atiratphuvapat  | Honda       | 18      | +25.908   | 27       |        |
| 19      | 12  | Marco Bezzecchi         | Mahindra    | 18      | +26.173   | 26       |        |
| 20      | 27  | Kaito Toba              | Honda       | 18      | +40.612   | 21       |        |
| 21      | 84  | Jakub Kornfeil          | Peugeot     | 18      | +40.772   | 22       |        |
| 22      | 14  | Tony Arbolino           | Honda       | 18      | +43.110   | 28       |        |
| 23      | 4   | Patrik Pulkkinen        | Peugeot     | 18      | +1:00.918 | 30       |        |
| 24      | 6   | María Herrera           | Mahindra    | 18      | +1:01.104 | 31       |        |
| Ret     | 9   | Kasma Daniel Kasmayudin | Honda       | 17      | Caída     | 29       |        |
| Ret     | 48  | Lorenzo Dalla Porta     | Mahindra    | 16      | Caída     | 23       |        |
| Ret     | 8   | Nicolò Bulega           | KTM         | 15      | Retirado  | 16       |        |
| Ret     | 95  | Jules Danilo            | Honda       | 5       | Caída     | 9        |        |
| Ret     | 40  | Darryn Binder           | KTM         | 3       | Caída     | 25       |        |
| Ret     | 23  | Niccolò Antonelli       | KTM         | 1       | Caída     | 15       |        |
| Ret     | 24  | Tatsuki Suzuki          | Honda       | 1       | Retirado  | 13       |        |
| Fuente: |     |                         |             |         |           |          |        |